# Diocesi di Tigia
La diocesi di Tigia (in latino Dioecesis Tigiensis) è una sede soppressa e sede titolare della Chiesa cattolica.

## Storia
Tigia, identificabile con Henchir-Taus nell'oasi di Kriz nell'odierna Tunisia, è un'antica sede episcopale della provincia romana di Bizacena.
Secondo lo studio prosopografico di Mandouze, un solo vescovo può essere attribuito con certezza a questa diocesi africana, il cattolico Apto, episcopus plebis Tigiensis, che prese parte alla conferenza di Cartagine del 411, che vide riuniti assieme i vescovi cattolici e donatisti dell'Africa romana; la sede non aveva in quell'occasione un vescovo donatista. Apto è probabilmente da identificare con l'omonimo vescovo, designato a far parte del gruppo di vescovi che dovevano presiedere alla nomina del nuovo vescovo di Ippona Zarito nel 401.
Le fonti documentarie menzionano altri due vescovi, la cui attribuzione a Tigia è tuttavia incerta. Cresconio, episcopus Titianensis, partecipò al concilio di Cabarsussi, tenuto nel 393 dai massimianisti, setta dissidente dei Donatisti, e ne firmò gli atti; i massimianisti sostenevano la candidatura di Massimiano sulla sede di Cartagine, contro quella di Primiano. Questo vescovo è attribuito da Mesnage alla diocesi di Tigia, mentre altri autori (Morcelli e Toulotte) lo indicano come vescovo di Tacia Montana. Secondo Mandouze, le varianti presenti nei manoscritti rendono impossibile qualsiasi identificazione della sede di Cresconio.
Il nome di Onorato, episcopus Tiziensis, figura al 65º posto nella lista dei vescovi della Bizacena convocati a Cartagine dal re vandalo Unerico nel 484; Onorato, come tutti gli altri vescovi cattolici africani, fu condannato all'esilio. Per Mandouze, il toponimo indicato non è riconducibile ad alcuna sede episcopale nota.
Dal 1933 Tigia è annoverata tra le sedi vescovili titolari della Chiesa cattolica; dal 12 ottobre 2006 il vescovo titolare è Robert Francis Hennessey, vescovo ausiliare di Boston.

## Cronotassi

### Vescovi residenti
- Cresconio ? † (menzionato nel 393) (vescovo donatista)

- Apto † (prima del 401 ? - dopo il 411)
- Onorato ? † (menzionato nel 484)

### Vescovi titolari
- Giovanni Lucato, S.D.B. † (13 settembre 1939 - 21 giugno 1948 nominato vescovo di Isernia e Venafro)
- George Andrew Beck, A.A. † (7 agosto 1948 - 23 gennaio 1951 succeduto vescovo di Brentwood)
- Wilhelm van Bekkum, S.V.D. † (8 marzo 1951 - 3 gennaio 1961 nominato vescovo di Ruteng)
- Gerald Vincent McDevitt † (22 giugno 1962 - 29 settembre 1980 deceduto)
- Daniel Francis Walsh (30 giugno 1981 - 3 giugno 1987 nominato vescovo di Reno-Las Vegas)
- Francis Xavier DiLorenzo † (26 gennaio 1988 - 29 novembre 1994 nominato vescovo di Honolulu)
- Stanislaw Padewski, O.F.M.Cap. † (13 aprile 1995 - 4 maggio 2002 nominato vescovo di Charkiv-Zaporižžja)
- Jean-Claude Hertzog † (24 ottobre 2002 - 24 novembre 2005 deceduto)
- Robert Francis Hennessey, dal 12 ottobre 2006